# Radix peregra
Ốc sên Radix peregra (trước đây được biết đến là Lymnaea peregra hay Lymnaea pereger) là một loài ốc nước ngọt thở bằng không khí và là loài động vật thủy sinh chân bụng trong họ Lymnaeidae thuộc nhóm ốc sên ao hồ. Những con ốc sên ao hồ này phân bố ở châu Âu, Newfoundland và châu Á. Trong tiếng Anh, chúng có nhiều tên gọi để diễn đạt về loài ốc sên này. Chúng còn phân bố ở Cộng hòa Séc

## Đặc điểm
Đây cùng là những con ốc sên thích nghi với môi trường sống là loài động vật chân bụng sống phổ biến trong các hồ nước ở Anh, có khả năng đặc biệt thích ứng với môi trường sinh sống khi loài ốc sên này sống chung với cá, chúng có khả năng thay đổi màu sắc và thậm chí cả vỏ cứng từ dạng xoắn ốc sang dạng tròn nhằm đối phó với kẻ thù. Chúng là loài ốc sên ao hồ di chuyển chậm rãi trong các vùng nước đọng ao tù